# Сантехнік Джо
Сантехнік Джо (англ. Joe the Plumber), справжнє ім'я Самюель Джозеф Вурцельбахер (англ. Samuel Joseph Wurzelbacher; 3 грудня 1973, Толідо, Огайо, США — 27 серпня 2023) — сантехнік, мешканець штату Огайо. Став відомим завдяки участі у передвиборчій кампанії на посаду Президента США 2008 року. Образ і особа Сантехніка Джо використовувалася під час теледебатів та в пресі як кандидатом від демократів Бараком Обамою так і республіканським кандидатом Джоном Макейном — він став найбільші відомим сантехніком США, та на певний час уособленням пересічного американця. Перша згадка про Сантехніка Джо з'явилася 11 жовтня 2008 р. під час зустрічі Барака Обами з виборцями у штаті Огайо, де Самюель Вурцельбахер назвався Сантехніком Джо і перед камерами почав дискусію з кандидатом від демократів. Згодом, під час теледебатів між двома кандидатами на посаду Президента США його ім'я згадувалося 23 рази, що привернуло до нього увагу американської і світової преси. З'ясувалося, що Джо Сантехнік трохи змінив свої справжні дані: він насправді не Джо, а Самюель, і також не має ліцензії сантехніка (ліцензія не потрібна тим, хто працює на компанію яка відповідальна за виконану роботу). Попри це, участь у передвиборчій кампанії зробила з Сантехніка Джо світову знаменитість — його почали запрошувати на телебачення, брати інтерв'ю.